# Hors les murs
Hors les murs è un film del 2012 diretto da David Lambert.
Il film, primo lungometraggio del regista belga Lambert, è stato presentato al Festival di Cannes 2012 all'interno della Settimana internazionale della critica.

## Trama
Paulo è un ragazzo che conduce una vita stabile e serena, lavora come pianista e ha una fidanzata, ma l'incontro con Ilir, un giovane bassista di origine albanese, gli cambia inesorabilmente la vita. Per entrambi è un immediato colpo di fulmine, tanto che nel giro di poco tempo Paulo lascia la fidanzata e si trasferisce nel piccolo appartamento di Ilir, dove possono vivere a pieno la loro passione. Iniziano un'intensa e quotidiana convivenza, amandosi come non mai, ma quando Paulo dichiara a Ilir il suo amore eterno questi sparisce all'improvviso senza dare più notizie di sé. Dopo aver metabolizzato l'abbandono e aver accettato la sua assenza, Paulo scopre che Ilir è in prigione.